# Matthias Jaissle
Matthias Jaissle (Nürtingen, 5 april 1988) is een Duits voormalig voetballer en huidig voetbaltrainer. Hij speelde als verdediger voor het Duitse TSG 1899 Hoffenheim. In juli 2023 werd Jaissle aangesteld als hoofdtrainer van het Saoedische Al-Ahli, waarmee hij in het seizoen 2024/25 de AFC Champions League Elite won.

## Cluboverzicht
| Seizoen  | Club                   | Competitie    | Weds | Goals |
| -------- | ---------------------- | ------------- | ---- | ----- |
| 2006-'07 | TSG 1899 Hoffenheim    | Bundesliga    | 7    | 0     |
| 2007-'08 | TSG 1899 Hoffenheim    | 2. Bundesliga | 22   | 2     |
| 2008-'09 | TSG 1899 Hoffenheim    | Bundesliga    | 22   | 0     |
| 2009-'10 | TSG 1899 Hoffenheim II |               | 4    | 1     |
| 2010-'11 | TSG 1899 Hoffenheim    | Bundesliga    | 9    | 0     |
|          |                        | Totaal        | 64   | 3     |

## Erelijst als trainer
Red Bull Salzburg
- Bundesliga: 2021/22, 2022/23
- ÖFB-Cup: 2021/22

 Al-Ahli
- AFC Champions League Elite: 2024/25